# VX-1
L'Air Test and Evaluation Squadron One o VX-1, (AIRTEVRON ONE) è una squadriglia di test e valutazione aerea della Marina degli Stati Uniti, con sede presso la Naval Air Station Patuxent River, nel Maryland. Il loro codice di coda è JA.

## Operazioni

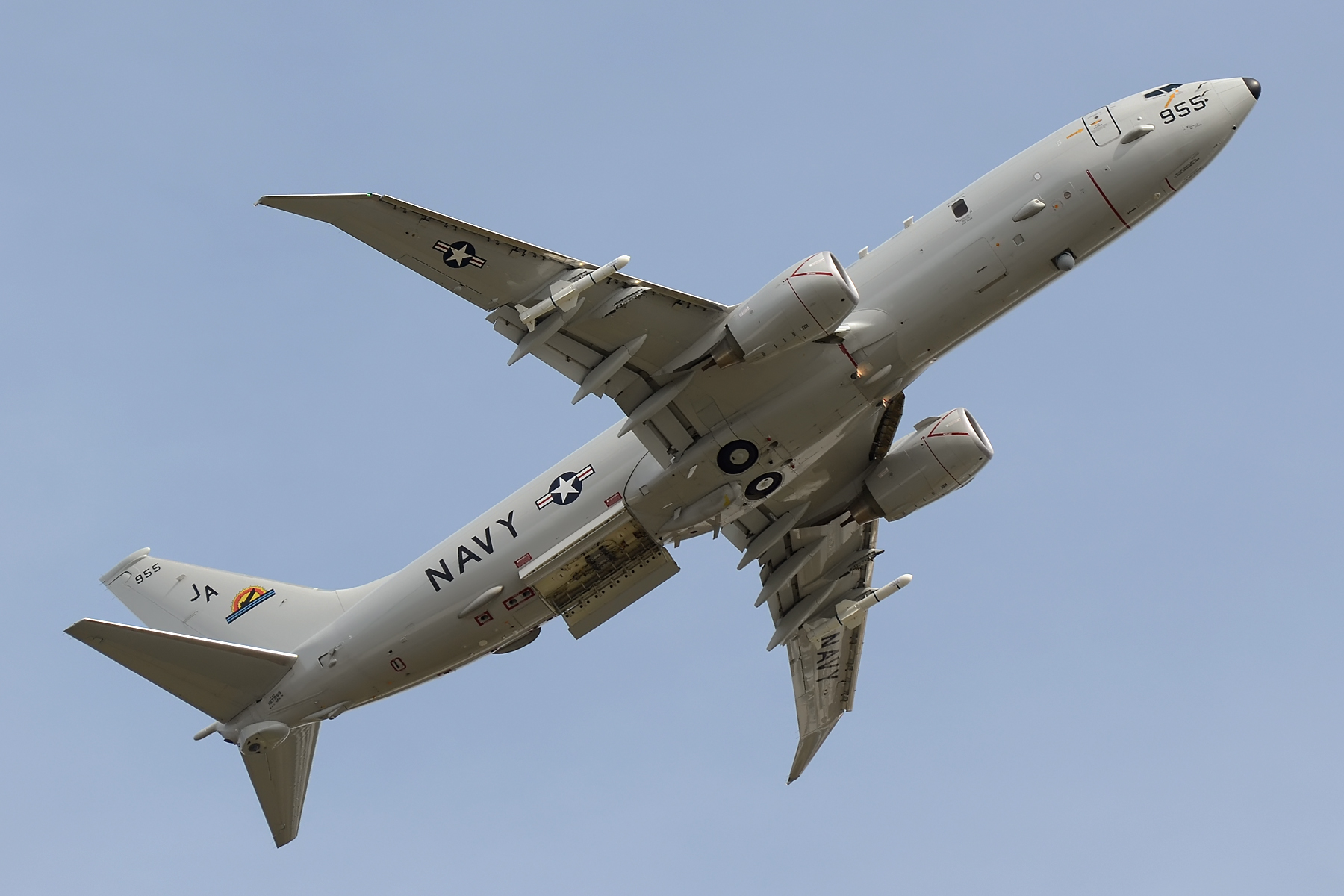
Un P-8A Poseidon del VX-1

Gli aerei operativi assegnati alla VX-1, sono il P-8A Poseidon, E-2D Advanced Hawkeye, MH-60R e MH-60S. Inoltre, la VX-1 fornisce supporto per test e valutazione per velivoli come KC-130J Hercules, E-6B Mercury, MQ-8B Fire Scout e MQ-4C.
La squadriglia gestiva due velivoli P-3 che erano equipaggiati per raccogliere dati dai grandi campi sono utilizzati dal Sonobuoy Missile Impact Location System (SMILS) che supportava i test del programma di missili balistici della flotta della Marina. Le modifiche all'aereo hanno permesso all'aereo di ricevere e registrare più boe, aveva uno speciale sistema di temporizzazione e un monitoraggio dei dati e capacità di ricerca rapida. L'aereo di strumentazione della gamma avanzata dell'Air Force potrebbe anche operare con SMILS.

## Storia
La VX-1 è stata formata durante la seconda guerra mondiale, in risposta alla minaccia dei sottomarini tedeschi. La risposta degli Stati Uniti fu la messa in servizio dell'Air Antisubmarine Commander Air Force, Atlantic Fleet, il 1º aprile 1943 a Quonset Point, Rhode Island.

## Comandante in capo
L'attuale ufficiale in comando della VX-1 è il capitano Gregory Sleppy, un ex pilota P-3 Orion e diplomato alla United States Naval Test Pilot School.